# Liste des communes de la wilaya d'Alger
Pour les autres communes, voir Liste des communes d'Algérie.
La wilaya d'Alger est découpée en 13 daïras et 57 communes.

## Communes de la wilaya d'Alger

Communes de la wilaya d'Alger (codes ONS) : 01. Alger-Centre • 02. Sidi M'Hamed • 03. El Madania • 04. Belouizdad • 05. Bab El Oued • 06. Bologhine • 07. Casbah • 08. Oued Koriche • 09. Bir Mourad Raïs • 10. El Biar • 11. Bouzareah • 12. Birkhadem • 13. El Harrach • 14. Baraki • 15. Oued Smar • 16. Bachdjerrah • 17. Hussein Dey • 18. Kouba • 19. Bourouba • 20. Dar El Beïda • 21. Bab Ezzouar • 22. Ben Aknoun • 23. Dely Ibrahim • 24. Hammamet • 25. Raïs Hamidou • 26. Djasr Kasentina • 27. El Mouradia • 28. Hydra • 29. Mohammadia • 30. Bordj El Kiffan • 31. El Magharia • 32. Beni Messous • 33. Les Eucalyptus • 34. Birtouta • 35. Tessala El Merdja • 36. Ouled Chebel • 37. Sidi Moussa • 38. Aïn Taya • 39. Bordj El Bahri • 40. El Marsa • 41. H'Raoua • 42. Rouïba • 43. Reghaïa • 44. Aïn Benian • 45. Staoueli • 46. Zeralda • 47. Mahelma • 48. Rahmania • 49. Souidania • 50. Cheraga • 51. Ouled Fayet • 52. El Achour • 53. Draria • 54. Douera • 55. Baba Hassen • 56. Khraicia • 57. Saoula.

Le tableau suivant donne la liste des communes de la wilaya d'Alger, en précisant pour chaque commune : son code ONS, son nom et sa population en 2008.
| Code ONS | Commune           | Population nb. habitants | Superficie km2 | Densité nb. hab./km2 | Date création de la commune | Daïra           |
| -------- | ----------------- | ------------------------ | -------------- | -------------------- | --------------------------- | --------------- |
| 1601     | Alger-Centre      | +075 541,                | 3,85           | 19 621               | 1977                        | Sidi M'Hamed    |
| 1602     | Sidi M'Hamed      | +067 873,                | 2,17           | 31 277               | 1835, 1871, 1984            | Sidi M'Hamed    |
| 1603     | El Madania        | +051 301,                | 2,14           | 18 832               | 1977                        | Sidi M'Hamed    |
| 1604     | Belouizdad        | +058 050,                | 2,14           | 20 585               | 1984                        | Hussein Dey     |
| 1605     | Bab El Oued       | +064 732,                | 1,17           | 55 326               | 1977                        | Bab El Oued     |
| 1606     | Bologhine         | +043 835,                | 2,66           | 16 479               | 1870, 1977                  | Bab El Oued     |
| 1607     | Casbah            | +036 762,                | 1,09           | 33 726               | 1984                        | Bab El Oued     |
| 1608     | Oued Koriche      | +046 182,                | 2,51           | 18 399               | 1984                        | Bab El Oued     |
| 1609     | Bir Mourad Raïs   | +055 345,                | 4,22           | 10 745               | 1869, 1977                  | Bir Mourad Raïs |
| 1610     | El Biar           | +057 332,                | 4,21           | 11 242               | 1870, 1977                  | Bouzareah       |
| 1611     | Bouzareah         | +102 670,                | 12,32          | 8 333                | 1870, 1977                  | Bouzareah       |
| 1612     | Birkhadem         | +097 749,                | 8,92           | 8 716                | 1856                        | Bir Mourad Raïs |
| 1613     | El Harrach        | +053 869,                | 9,75           | 5012                 | 1861, 1977                  | El Harrach      |
| 1614     | Baraki            | +126 375,                | 26,65          | 4 367                | 1958, 1977                  | Baraki          |
| 1615     | Oued Smar         | +042 062,                | 8,19           | 3 915                | 1958, 1984                  | El Harrach      |
| 1616     | Bachdjerrah       | +103 289,                | 3,32           | 28 099               | 1984                        | El Harrach      |
| 1617     | Hussein Dey       | +052 698,                | 4,20           | 9 690                | 1870, 1977                  | Hussein Dey     |
| 1618     | Kouba             | +104 708,                | 10,13          | 10 336               | 1856, 1977                  | Hussein Dey     |
| 1619     | Bourouba          | +081 661,                | 3,65           | 19 633               | 1984                        | El Harrach      |
| 1620     | Dar El Beïda      | +102 033,                | 30,90          | 2 590                | 1882                        | Dar El Beïda    |
| 1621     | Bab Ezzouar       | +101 657,                | 8,08           | 11 955               | 1984                        | Dar El Beïda    |
| 1622     | Ben Aknoun        | +033 838,                | 3,67           | 5 133                | 1984                        | Bouzareah       |
| 1623     | Dely Ibrahim      | +050 230,                | 8,59           | 4 101                | 1856, 1977                  | Chéraga         |
| 1624     | Hammamet          | +034 790,                | 8,74           | 2 745                | 1984                        | Chéraga         |
| 1625     | Raïs Hamidou      | +038 451,                | 4,76           | 5 977                | 1984                        | Bab El Oued     |
| 1626     | Djasr Kasentina   | +133 247,                | 14,54          | 9 164                | 1984                        | Bir Mourad Raïs |
| 1627     | El Mouradia       | +038 013,                | 1,93           | 11 820               | 1984                        | Sidi M'Hamed    |
| 1628     | Hydra             | +045 133,                | 6,80           | 4 578                | 1984                        | Bir Mourad Raïs |
| 1629     | Mohammadia        | +072 543,                | 7,94           | 7 877                | 1984                        | Dar El Beïda    |
| 1630     | Bordj El Kiffan   | +151 950,                | 22,18          | 7 530                | 1870                        | Dar El Beïda    |
| 1631     | El Magharia       | +041 453,                | 1,59           | 19 781               | 1984                        | Hussein Dey     |
| 1632     | Beni Messous      | +039 191,                | 7,83           | 4 622                | 1984                        | Bouzareah       |
| 1633     | Les Eucalyptus    | +126 107,                | 32,61          | 3 560                | 1984                        | Baraki          |
| 1634     | Birtouta          | +030 575,                | 27,32          | 1 119                | 1875                        | Birtouta        |
| 1635     | Tessala El Merdja | +029 847,                | 20,44          | 775                  | 1984                        | Birtouta        |
| 1636     | Ouled Chebel      | +037 196,                | 29,33          | 682                  | 1984                        | Birtouta        |
| 1637     | Sidi Moussa       | +040 750,                | 39,56          | 1 030                | 1861                        | Baraki          |
| 1638     | Aïn Taya          | +039 501,                | 9,67           | 3 568                | 1870                        | Dar El Beïda    |
| 1639     | Bordj El Bahri    | +052 816,                | 7,78           | 6 789                | 1920, 1984                  | Dar El Beïda    |
| 1640     | El Marsa          | +026 100,                | 3,78           | 3 201                | 1984                        | Dar El Beïda    |
| 1641     | H'raoua           | +037 565,                | 12,50          | 2 205                | 1984                        | Rouïba          |
| 1642     | Rouïba            | +061 984,                | 41,09          | 1 508                | 1861                        | Rouïba          |
| 1643     | Reghaïa           | +085 452,                | 26,95          | 3 171                | 1870                        | Rouïba          |
| 1644     | Aïn Benian        | +068 354,                | 13,66          | 5 004                | 1874                        | Chéraga         |
| 1645     | Staoueli          | +047 664,                | 20,98          | 2 272                | 1887                        | Zéralda         |
| 1646     | Zeralda           | +051 552,                | 29,69          | 1 732                | 1905                        | Zéralda         |
| 1647     | Mahelma           | +028 758,                | 33,91          | 612                  | 1870                        | Zéralda         |
| 1648     | Rahmania          | +019 396,                | 8,90           | 831                  | 1984                        | Zéralda         |
| 1649     | Souidania         | +029 105,                | 13,65          | 1 253                | 1894                        | Zéralda         |
| 1650     | Cheraga           | +096 824,                | 27,87          | 2 900                | 1856                        | Chéraga         |
| 1651     | Ouled Fayet       | +047 604,                | 18,21          | 1 512                | 1888, 1984                  | Chéraga         |
| 1652     | El Achour         | +041 070,                | 11,20          | 3 667                | 1876, 1984                  | Draria          |
| 1653     | Draria            | +044 141,                | 10,65          | 4 145                | 1870                        | Draria          |
| 1654     | Douera            | +056 998,                | 40,04          | 1 423                | 1851                        | Draria          |
| 1655     | Baba Hassen       | +033 756,                | 8,75           | 2 715                | 1875, 1984                  | Draria          |
| 1656     | Khraicia          | +037 910,                | 15,19          | 1 837                | 1856, 1884, 1984            | Draria          |
| 1657     | Saoula            | +041 690,                | 20,76          | 2 272                | 1884                        | Bir Mourad Raïs |